# Aurel Neagu
Aurel Neagu (1921 – 1995) è stato un cestista e giornalista rumeno.

## Carriera
Con la Romania ha disputato i Campionati europei del 1947.